# Contrato por diferencia
En finanzas, un contrato por diferencia (en inglés, contract for difference, CFD) es un contrato entre dos partes, el comprador y el vendedor, que estipula que el vendedor pagará al comprador la diferencia entre el valor actual de un activo subyacente (acciones, índices, divisas, bonos, entre otros) y su valor en tiempo del contrato. Si el precio de cierre de la operación es superior al precio de apertura, el vendedor le pagará la diferencia al comprador y ese será el beneficio del comprador. Lo contrario también es cierto; es decir, si el precio actual del activo es inferior en el precio de salida que el valor en la apertura del contrato, entonces el vendedor se beneficiará de la diferencia, en lugar del comprador.
En efecto, los CFD son derivados financieros que permiten a los traders tomar ventaja de las subidas de precio (operaciones en largo) o de las bajadas de precios (operaciones en corto) en los instrumentos financieros. Por ejemplo, cuando se aplica a acciones, dicho contrato es un derivado de capital que permite a los traders especular sobre variaciones en los precios de las acciones, sin la necesidad de tener la propiedad de las acciones subyacentes. Los CFD pueden negociarse teniendo como activo subyacente acciones, bonos, futuros, productos básicos, índices o divisas.
Los CFD exigen el depósito por parte del inversor de un pequeño importe en concepto de garantía, lo que permite operar como si se tuviera más dinero. En 2017 han experimentado un gran crecimiento con la inclusión de CFD sobre criptomonedas como el Bitcoin o el Ethereum. Debido a la popularización de los CFDs en general y de las criptomonedas en particular, la Autoridad Europea de Valores y Mercados ha realizado diferentes avisos en los que anuncia un endurecimiento en las condiciones de contratación.

## Historia
Los CFD's se crearon en Inglaterra en la década de 1950 por los fondos de inversión libre para tener acceso a la negociación de operaciones con mucho apalancamiento. Se trata de un producto que se ha ofrecido de forma tardía al pequeño inversor, y que en España no se ha comenzado a comercializar hasta el año 2007. Sin embargo en Inglaterra están muy difundidos. Los CFD son instrumentos derivados OTC (over the counter), es decir, cotizan en un mercado extrabursátil.. Originariamente, los CFD únicamente eran accesibles para el inversor institucional. Hoy son una herramienta de negociación muy popular entre los pequeños inversores de todo el mundo.

### Invención
Desarrollados en Gran Bretaña en 1974 como una forma de aprovechar el oro, los CFD se han comercializado ampliamente desde principios de la década de los 90.
Los CFD se desarrollaron originalmente como un tipo de intercambio de acciones que se negociaba con margen. La invención del CFD se atribuye principalmente a Brian Keelan y Jon Wood, ambos de UBS Warburg, en su acuerdo con Trafalgar House.

### La diferencia entre CFD y FTR
Los CFD se diferencian de los Derechos de Transmisión Financiera (FTR) en dos aspectos.
Primero, un CFD generalmente se define en una ubicación específica, no entre un par de ubicaciones. Por lo tanto, los CFD son principalmente una herramienta para cubrir el riesgo de precio temporal: la variación en el precio marginal de ubicación (LMP) a lo largo del tiempo en una ubicación específica.
Segundo, los CFD no se negocian a través de mercados de organizaciones regionales de transmisión (RTO). Son contratos bilaterales entre participantes individuales del mercado.

### Gestión de activos y corretaje principal sintético
Los fondos de cobertura y los traders institucionales utilizaron inicialmente los CFD para obtener una exposición rentable a las acciones en la Bolsa de Valores de Londres, en parte porque solo requerían un pequeño margen. Al mismo tiempo, dado que las acciones físicas no cambiaban de manos, también se evitaba el pago del impuesto de timbre del Reino Unido.
Sigue siendo habitual que los fondos de cobertura y otros gestores de activos utilicen los CFD como alternativa a las posiciones físicas (o ventas físicas en posición corta) de acciones que cotizan en el Reino Unido, con perfiles similares de riesgo y apalancamiento. El corredor principal de un fondo de cobertura actuará como la contraparte de los CFD y, a menudo, cubrirá su propio riesgo con el CFD (o su riesgo neto con todos los CFD en poder de sus clientes, largos y cortos) negociando acciones físicas en la bolsa. Las operaciones realizadas por el corredor principal por cuenta propia, con fines de cobertura, estarán exentas del impuesto de timbre en el Reino Unido.
Los traders institucionales comenzaron a usar CFD para cubrir la exposición de las acciones y evitar impuestos. Diferentes empresas comenzaron a promocionar los CFD entre los traders minoristas a fines de la década de los 90, destacando su apalancamiento y su estatus libre de impuestos en el Reino Unido. Varios proveedores de servicios expandieron sus productos más allá de la Bolsa de Valores de Londres, incluyendo acciones globales, materias primas, bonos y divisas. Los CFD indexados, que se basan en índices globales clave, como el Dow Jones, S&P 500, FTSE y DAX, incrementaron su popularidad de inmediato.

### Trading minorista
A finales de los 90, se presentaron los CFD a los traders minoristas. Se hicieron populares a través de una serie de empresas del Reino Unido, caracterizadas por innovadoras plataformas de trading online, que facilitaban la visualización de precios en directo y el trade en tiempo real. La primera empresa en hacerlo fue GNI (originalmente conocida como Gerrard & National Intercommodities).
GNI proporcionó a los traders bursátiles minoristas la oportunidad de negociar con CFD sobre acciones de la Bolsa de Londres, a través de su innovador sistema de comercio electrónico frontal, GNI Touch, mediante  un ordenador doméstico con conexión a Internet. El servicio minorista de GNI creó la base para que los traders de acciones minoristas operaran directamente en el libro de órdenes de límite central del Servicio de Negociación Electrónica de la Bolsa de Valores (SETS, por sus siglas en inglés) en la Bolsa de Londres, mediante un proceso conocido como acceso directo al mercado (DMA, por sus siglas en inglés). Por ejemplo, si un trader minorista enviaba una orden para comprar un CFD sobre acciones, GNI vendería el CFD al trader y luego compraría la posición de acciones equivalente en el mercado como cobertura total.
GNI y su servicio de trading de CFD, GNI Touch, fueron adquiridos posteriormente por MF Global. Pronto les siguieron Grupo IG y CMC Markets, quienes comenzaron a popularizar el servicio en 2000.
Posteriormente, los proveedores de CFD europeos, como Saxo Bank y los proveedores de CFD australianos, como Macquarie Bank y Prudential han dado grandes pasos para ofrecer mercados de CFD en todo el mundo.
Alrededor de 2001, algunos proveedores de CFD se dieron cuenta de que los CFD tenían el mismo efecto económico que las apuestas financieras a margen en el Reino Unido, excepto que las ganancias de las apuestas a margen estaban exentas del Impuesto Sobre las Ganancias de Capital. La mayoría de los proveedores de CFD lanzaron operaciones de apuestas financieras a margen en paralelo a su oferta de CFD. En el Reino Unido, el mercado de CFD es un reflejo del mercado de apuestas financieras a margen y los productos son, en muchos aspectos, los mismos. Sin embargo, a diferencia de los CFD, que se han exportado a diferentes países, las apuestas financieras a margen, en la medida en que se basan en una ventaja fiscal específica del país, siguen siendo un fenómeno del Reino Unido e Irlanda, principalmente.
Más tarde, los proveedores de CFD comenzaron a expandirse a los mercados extranjeros, comenzando por Australia en julio de 2002 por Grupo IG (primer proveedor de CFD en obtener la licencia de ASIC) y CMC Markets.

### Intento de la bolsa australiana de pasar al trading de intercambio
La mayoría de los CFD se negocian fuera del mercado bursátil, utilizando el acceso directo al mercado (DMA, por sus siglas en inglés) o el modelo de creador de mercado, pero desde 2007 hasta junio de 2014, en el Mercado de Valores de Australia (ASX, por sus siglas en inglés) se ofrecían CFD negociados en bolsa. Como resultado, se negoció un pequeño porcentaje de CFD a través de la bolsa australiana durante este período.
Las ventajas y desventajas de tener un CFD negociado en bolsa eran similares para la mayoría de los productos financieros. Significaba reducir el riesgo de contraparte y aumentar la transparencia, pero los costes eran más altos. Las desventajas de los CFD negociados en el Mercado de Valores de Australia y la falta de liquidez significaron que la mayoría de los traders australianos optaron por proveedores de CFD extrabursátiles.

### Regulaciones de uso de información privilegiada
En junio de 2009, el regulador del Reino Unido, la Autoridad de Servicios Financieros (FSA, por sus siglas en inglés), implementó un régimen general de divulgación de CFD para evitar que se utilicen en casos de información privilegiada. Esto sucedió después de una serie de casos muy llamativos, en los que se usaron posiciones en CFD en lugar de acciones subyacentes físicas, para ocultarlas de las reglas normales de divulgación relacionadas con la información privilegiada.

### Intento de compensación central
En octubre de 2013, LCH.Clearnet en asociación con Cantor Fitzgerald, Grupo ING y Commerzbank lanzaron CFD compensados centralmente, en línea con el objetivo declarado de los reguladores financieros de la UE de aumentar la proporción de contratos extrabursátiles compensados.

### Restricciones regulatorias europeas
En 2016, la Autoridad Europea de Valores y Mercados (ESMA, por sus siglas en inglés) emitió una advertencia sobre la venta de productos especulativos a inversores minoristas, en la que se incluía la venta de CFD. Esto sucedió después de que se observara un aumento en la comercialización de estos productos, a la vez que un aumento en el número de quejas de los inversores minoristas, que habían sufrido pérdidas significativas. Dentro de Europa, cualquier proveedor con sede en cualquier país miembro, puede ofrecer los productos a todos los países miembros, conforme a la Directiva sobre Mercados de Instrumentos Financieros y muchos de los reguladores financieros europeos respondieron con nuevas reglas sobre CFD después de dicha advertencia. La mayoría de los proveedores tienen su sede en Chipre o en el Reino Unido y los reguladores financieros de ambos países fueron los primeros en responder. La Comisión de Valores y Acciones de Chipre, el regulador financiero de Chipre, donde están registradas muchas de las empresas, aumentó las regulaciones sobre CFD limitando el apalancamiento máximo a 50:1, al mismo tiempo que prohibía el pago de bonos como incentivos de ventas en noviembre de 2016.
Estas nuevas medidas fueron respaldadas por la Autoridad de Conducta Financiera (FCA, por sus siglas en inglés), que emitió una propuesta de restricciones similares el 6 de diciembre de 2016. El regulador alemán, la Autoridad Federal de Supervisión Financiera adoptó un enfoque diferente y, en respuesta a la advertencia de la autoridad Europea de Valores y Mercados, prohibió los pagos adicionales cuando un cliente incurría en pérdidas. Mientras que el regulador francés, la Autoridad de los Mercados Financieros decidió prohibir toda publicidad de CFD. En marzo, el Regulador Financiero irlandés hizo lo mismo y presentó una propuesta para prohibir los CFD o implementar limitaciones en el apalancamiento.

### Generación eléctrica
Para apoyar la nueva generación de electricidad baja en carbono en el Reino Unido, tanto nuclear como renovable, la Ley de Energía de 2013 introdujo los Contratos por Diferencia (CfD, reemplazando progresivamente al esquema anterior de Obligación de Renovables. Un informe de la Biblioteca de la Cámara de los Comunes lo explicaba de la siguiente manera:
Los Contratos por Diferencia (CfD) son un sistema de subastas inversas destinado a proporcionar a los inversores la confianza y la certeza que necesitan para invertir en la generación de electricidad con bajas emisiones de carbono. También se han acordado CfD de forma bilateral, como el acuerdo alcanzado para la planta nuclear Hinkley Point C.
Los CfD funcionan fijando los precios recibidos por la generación baja en carbono, reduciendo los riesgos a los que se enfrentan y asegurando que la tecnología que cumple los requisitos reciba un precio por la energía generada que respalde la inversión. Los CfD también reducen los costes fijando el precio que pagan los consumidores por la electricidad baja en carbono. Esto requiere que los generadores devuelvan el dinero cuando los precios de la electricidad al por mayor son más altos que el precio de ejercicio y proporcionen apoyo financiero cuando los precios de la electricidad al por mayor son más bajos.
Los costes del esquema CfD están financiados por un impuesto legal que grava a todos los proveedores de electricidad autorizados con sede en el Reino Unido (conocido como "Obligación del Proveedor"), que se transfiere a los consumidores.

## Disponibilidad
Desde entonces, los CFD se han introducido en otros países. Están disponibles en la mayoría de los países europeos, Australia, Canadá, Israel, Turquía, Japón, Hong Kong, Singapur, Sudáfrica, Nueva Zelanda, América del Sur y otros. No están permitidos en algunos otros países, especialmente en los Estados Unidos, donde la Comisión de Bolsa y Valores (SEC) y la Comisión de Negociación de Futuros de Productos Básicos (CFTC) prohíbe que los CFD se coticen en bolsas reguladas y se negocien en plataformas de comercio extranjero o nacional, debido a su naturaleza de alto riesgo.
Estados Unidos es el mejor ejemplo de un país donde los comerciantes de divisas con licencia no pueden ofrecer operaciones con CFD. Los comerciantes de divisas estadounidenses que deseen tener exposición al oro, el petróleo o el DAX 30 alemán, deben recurrir a las opciones tradicionales, con el apalancamiento tan limitado que ofrecen en comparación con las divisas.
Al mismo tiempo, hay una serie de aplicaciones de trading con diferentes escenarios de uso que operan en el mercado, como eToro, Freetrade, Fidelity Personal Investing (parte de Fidelity Investments) y Trading212, entre otras.
Al igual que en los EE. UU., la Comisión de Valores y Negociación de Futuros de Hong Kong prohibió totalmente el trading de CFD, mientras que el mercado de divisas se acepta y se generaliza. Sin embargo, los residentes de Hong Kong pueden operar con CFD a través de corredores extranjeros.
En América del Sur, el mercado gigante de Brasil prohíbe los CFD, mientras que Chile permite operar con los instrumentos.
En Europa, los CFD son una necesidad común que ofrecen todos los corredores. En Francia existen restricciones a la comercialización de productos CFD y en Alemania no está permitido dejar a los clientes sin protección contra saldos negativos. En Polonia, los corredores deben publicar estadísticas sobre la rentabilidad de sus cuentas de CFD.
En 2016, la Autoridad Europea de Valores y Mercados (ESMA) emitió una advertencia sobre la venta de productos especulativos a inversores minoristas, en la que se incluía la venta de CFD.

## Ejemplo básico de operaciones con CFD
Un inversor asume basado en su análisis que el precio de un activo financiero subyacente (un producto real asociado al CFD) por ejemplo las acciones de Apple, van a subir de precio en los próximos minutos, horas o días. Entonces abre un contrato de compra sobre el CFD de Apple. Pasados unos minutos, horas o días el inversor decide que ya es momento de cerrar el contrato. El dinero ganado o perdido será la diferencia entre estos 2 puntos. Si las acciones de Apple han subido de valor entonces habrá ganado, ya que el inversor comenzó comprando. Si hubiera comenzado vendiendo CFD's (es decir operando en corto) entonces habría perdido.

## Cobertura de una cartera de acciones
Es una estrategia muy usada por grandes inversores para reducir el pago de impuestos en determinados países. Supongamos por ejemplo que tenemos una buena cantidad de dinero invertido en una empresa determinada y comenzamos a perder dinero porque las acciones bajan. En muchos países al operar con ellas, si vendemos nuestras acciones en un período muy corto (por ejemplo menos a 1 año) se presuponen operaciones especulativas y nos cobran un buen porcentaje de impuestos de las ganancias que tengamos acumuladas hasta el momento. Pero si no vendemos nuestras acciones puede que lleguemos a perder toda nuestra inversión. Para evitar esto, el inversor experimentado realizará una operación igual pero en sentido contrario en CFD para asegurar su operación en acciones. De esta forma congela sus pérdidas (y sus ganancias) ya que lo que pierda en acciones lo ganará en CFD y al contrario. Cuando pase el tiempo necesario deshace los CFD y las acciones. De esta forma se congela la ganancia hasta que se desee vender.

## Diferencias entre los CFDs y otros derivados financieros
| Características               | Acciones | Warrants | Futuros | CFDs |
| ----------------------------- | -------- | -------- | ------- | ---- |
| Transparencia                 | Sí       | No       | Sí      | No   |
| Mercado organizado            | Sí       | Sí       | Sí      | No   |
| Apalancamiento                | No       | Sí       | Sí      | Sí   |
| Coste de financiación         | No       | No       | No      | Sí   |
| Pérdida potencial limitada    | Sí       | No       | No      | No   |
| Stop garantizado              | No       | No       | No      | Sí   |
| Posición corta                | Sí       | Sí       | Sí      | Sí   |
| Corretaje único               | No       | Sí       | Sí      | Sí   |
| Coste de mantenimiento        | Sí       | Sí       | Sí      | No   |
| Sin custodias                 | No       | No       | Sí      | Sí   |
| Pagos de dividendos           | Sí       | No       | No      | Sí   |
| Coste por abono de dividendos | Sí       | No       | No      | No   |
| Canon bolsa/cámara            | Sí       | Sí       | Sí      | No   |

## Normativa CFDs en Europa
Desde el 1 de agosto de 2018 y bajo la normativa de la ESMA (Autoridad Europea de Valores y Mercados) a los contratos por diferencia (CFD) se le han impuesto una serie de restricciones tanto en comercialización, como en venta a inversores minoristas. En sus medidas la ESMA incluye un límite en la apertura de una posición de un cliente minorista dependiendo de la volatilidad del subyacente:
- 30:1 para los principales pares de divisas (FOREX)
- 20:1 para los pares de divisas no principales, el oro y los principales índices.
- 10:1 para productos que no sean oro e índices no principales
- 5:1 para acciones y otros valores de referencia
- 2:1 para las criptomonedas

A esto hay que sumarle medidas que afectan al margen y a los stops:
- Cierre por margen de cuenta: Se incluye una normal de stop que obliga a cerrar una posición si el saldo de fondos disminuye por debajo del 50% del depósito original
- Protección de saldo negativo: La pérdida del inversor minorista nunca podrá exceder su depósito inicial y tener la cuenta en negativo.